# Биран, Михаль
Не путать с тезкой-политиком, депутатом Кнессета Michal Biran.
Михаль Биран (Michal Biran; род. 1965, Израиль) — израильский историк, азиевед, специалист по истории Евразии X-XIV  веков, исследовательница Монгольской империи, директор Центра восточноазиатских исследований и профессор в Институте азиатских и африканских исследований Еврейского университета в Иерусалиме, где училась и получила степень доктора философии (2000). Член Израильской академии естественных и гуманитарных наук.
Лауреат премии Аннелизы Майер (2013).
Докторскую степень получила в области исламских и ближневосточных исследований. Также училась в Шаньдунском (Китай) и Гарвардском университетах, являлась научным сотрудником Школы исторических исследований в Принстоне (США) с 2001 по 2002 год. Состоит в Ассоциации всемирной истории и Ассоциации азиатских исследований.
Совместно с Ходонгом Кимом редактирует «Кембриджскую историю Монгольской империи» (2 тома) для издательства Кембриджского университета.
Владеет не только родным ивритом, но и английским, французским и немецким, а также арабским, персидским, китайским, русским и классическим монгольским.

## Книги
- Qaidu and the Rise of the Independent Mongol State in Central Asia (Curzon, 1997)
- The Empire of the Qara Khitai in Eurasian History: Between China and the Islamic World (Cambridge University Press, 2005, 2008)
- Chinggis Khan (Oxford: OneWorld Publications, 2007)

Соредактор Mongols, Turks, and Others: Eurasian Nomads and the Sedentary World (Leiden: Brill, 2005. 550 pp.) {Рец.} — тома, посвященного памяти выдающегося монголоведа David Ayalon (ум. 1998). Также соредактор Nomads As Agents of Cultural Change (Hawaii University Press, 2015).